# Gare de Nonsan
[source insuffisante]
La gare de Mokpo (hangeul : 논산역 ; hanja : 論|山|驛 ; RR : Nonsannyeok ; MR : Nonsannyŏk) est une gare ferroviaire de la ligne Honam. Elle est située à Nonsan, dans la province du Chungcheong du Sud en Corée du Sud. L'ancien nom de Nonsan était « Hwangsan ».
Mise en service en 1911, Les trains KTX a commencé à desservir la gare le 1er avril 2004.

## Histoire
La gare est mise en service le 10 novembre 1911.